# Octan
Octanul  este un alcan cu formula chimică C8H18 și cu formula structurală restrânsă CH3(CH2)6CH3. Octanul are mulți izomeri de structură care diferă prin numărul ramificărilor și locația unde se face ramificarea la catena de carbon. Unul dintre acești izomeri, 2,2,4-trimetilpentanul (izooctanul) este unul dintre valorile standarde folosite pentru cifra octanică.
La fel ca toate hidrocarburile cu număr mic de atomi de carbon în moleculă, octanul și izomerii săi sunt foarte inflamabili și sunt componenți ai benzinei (petrolului).

## Izomeri
Octanul are 18 izomeri de structură:
- Octan (n-octan)
- 2-metilheptan
- 3-metilheptan (2 enantiomeri)
- 4-metilheptan
- 3-etilhexan
- 2,2-dimetilhexan
- 2,3-dimetilhexan (2 enantiomeri)
- 2,4-dimetilhexan (2 enantiomeri)
- 2,5-dimetilhexan
- 3,3-dimetilhexan
- 3,4-dimetilhexan (2 enantiomeri)
- 3-etil-2-metilpentan
- 3-etil-3-metilpentan
- 2,2,3-trimetilpentan (2 enantiomeri)
- 2,2,4-trimetilpentan (izooctan)
- 2,3,3-trimetilpentan
- 2,3,4-trimetilpentan
- Tetrametilbutan